# Włodzimierz Wilkanowicz
Włodzimierz Bogusław Wilkanowicz (ur. 27 sierpnia 1953 w Kutnie) – polski menedżer i polityk, działacz związkowy w czasach PRL, w latach 2000–2001 II wicewojewoda wielkopolski, od 2009 do 2021 prezes Kolei Wielkopolskich.

## Życiorys
Należał do założycieli Niezależnego Samorządnego Związku Zawodowego Rolników Indywidualnych „Solidarność”, pracował na rzecz Komitetów Obywatelskich „Solidarności”. Działał w Porozumieniu Centrum i następnie w Ruchu Społecznym AWS. Pracował jako zastępca dyrektora w Wydziale Gospodarki i Integracji Europejskiej Wielkopolskiego Urzędu Wojewódzkiego.
10 sierpnia 2000 powołany na stanowisko drugiego wicewojewody wielkopolskiego. Zakończył pełnienie funkcji 31 października 2001. W wyborach parlamentarnych w 2001 bezskutecznie ubiegał się o mandat posła z 2. miejsca listy AWS-P w okręgu nr 37 (zdobył 777 głosów). Na skutek interwencji władz partii nie kandydował do Senatu, co początkowo planował.
Zatrudniony później jako prezes Miejskiego Przedsiębiorstwa Gospodarki Mieszkaniowej SA w Poznaniu, a potem do października 2006 – prezes Miejskiego Przedsiębiorstwa Gospodarki Komunalnej w Poznaniu. Został członkiem Prawa i Sprawiedliwości. Zasiada w radzie Stowarzyszenia Transportu Publicznego i był szefem Fundacji Biblioteki Raczyńskich w Poznaniu. W 2009 został prezesem zarządu Kolei Wielkopolskich, wcześniej był także dyrektorem Przewozów Regionalnych Poznań (do 2010) i pełnomocnikiem zarządu ds. utworzenia wielkopolskiego Oddziału PKP Przewozy Regionalne. Pełnienie funkcji prezesa zarządu KW zakończył 22 czerwca 2021 roku.

## Życie prywatne
Mieszka w Zwoli.